# Александра Срндович
Александра Срндович (швед. Aleksandra Srndovic; нар. 1 січня 1982) — колишня шведська тенісистка.
Найвищу одиночну позицію світового рейтингу — 323 місце досягла 17 липня 2006, парну — 309 місце — 24 жовтня 2005 року.

## Фінали ITF
| турніри $25,000 |
| турніри $10,000 |

### Одиночний розряд: 3 (2–1)
| Результат | Ранг | Дата            | Турнір                    | Покриття | Суперниця           | Рахунок       |
| --------- | ---- | --------------- | ------------------------- | -------- | ------------------- | ------------- |
| Перемога  | 1.   | 15 вересня 2003 | К'єті, Італія             | Ґрунт    | Клаудія Янс-Ігначик | 7–5, 6–1      |
| Поразка   | 1.   | 13 жовтня 2003  | Кастель-Гандольфо, Італія | Ґрунт    | Бетіна Піркер       | 6–3, 4–6, 1–6 |
| Поразка   | 2.   | 28 червня 2004  | Гергюговард, Нідерланди   | Ґрунт    | Сандра Мартинович   | 2–6, 1–6      |

### Парний розряд: 13 (6–7)
| Результат | Ранг | Дата            | Турнір                                  | Покриття | Партнерка         | Суперниці                            | Рахунок       |
| --------- | ---- | --------------- | --------------------------------------- | -------- | ----------------- | ------------------------------------ | ------------- |
| Перемога  | 1.   | 13 вересня 1998 | Повуа-де-Варзін, Португалія             | Тверде   | Марта Марреро     | Ана Гашпар Фредеріка Пієдаде         | 6–1, 6–0      |
| Поразка   | 1.   | 22 квітня 2001  | Кальярі, Італія                         | Ґрунт    | Віра Звонарьова   | Джулія Меруцці Андрея Ехрітт-Ванк    | 1–6, 3–6      |
| Перемога  | 2.   | 13 серпня 2001  | Коксейде, Бельгія                       | Ґрунт    | Ленка Снайдрова   | Єлена Панджич Марина Лазаровська     | 6–2, 6–4      |
| Перемога  | 3.   | 21 січня 2002   | Бостад, Швеція                          | Тверде   | Естер Мольнар     | Ліана Унгур Хрістіна Захаріду        | 2–6, 6–2, 7–5 |
| Перемога  | 4.   | 31 березня 2003 | Стамбул, Туреччина                      | Тверде   | Олена Яришко      | Анна Еріксон Єнні Ліндстрем          | 4–6, 6–4, 6–2 |
| Перемога  | 5.   | 13 жовтня 2003  | Кастель-Гандольфо, Італія               | Ґрунт    | Бетіна Піркер     | Сандра Заглавова Валентіна Сульпіціо | 6–3, 4–6, 7–6 |
| Перемога  | 6.   | 4 липня 2004    | Гергюговард, Нідерланди                 | Ґрунт    | Крістен ван Елден | Даніелле Гармсен Сусанне Трік        | 6–1, 6–2      |
| Поразка   | 2.   | 25 липня 2004   | Анкона, Італія                          | Ґрунт    | Надя Павич        | Оана Елена Голімбйоскі Орелі Веді    | 3–6, 3–6      |
| Поразка   | 3.   | 5 лютого 2005   | Веллінгтон, Нова Зеландія               | Тверде   | Беті Секуловскі   | Чан Кйон Мі Макі Арай                | 6–3, 4–6, 4–6 |
| Поразка   | 4.   | 13 лютого 2005  | Бленім (Нова Зеландія), Нова Зеландія   | Тверде   | Беті Секуловскі   | Чан Кйон Мі Макі Арай                | 4–6, 6–7      |
| Поразка   | 5.   | 30 серпня 2005  | Алфен-ан-ден-Рейн, Нідерланди           | Ґрунт    | Вероніка Раймрова | Мірель Бінк Сусанне Трік             | 2–6, 6–3, 2–6 |
| Поразка   | 6.   | 27 вересня 2005 | Рокгемптон, Австралія                   | Тверде   | Беті Секуловскі   | Кейсі Деллаква Даніелла Джефлі       | 4–6, 2–6      |
| Поразка   | 7.   | 10 липня 2006   | Брюссельський столичний регіон, Бельгія | Ґрунт    | Жоана Кортез      | Івета Герлова Кармен Клашка          | 3–6, 2–6      |